# Кейт Шортман
Кейт Шортман (англ. Kate Shortman, 19 листопада 2001) — британська синхронна плавчиня.
Учасниця Олімпійських Ігор 2020 року, де в змаганнях дуетів разом з Ізабелл Торп посіла 14-те місце.